# 1962-es angol labdarúgókupa-döntő
Az 1962-es FA Kupa döntőt (The Chessboard Final) 1962. május 5-én rendezték a Wembley Stadionban. A kupát a Tottenham Hotspur nyerte, miután 3–1-re győzte le a Burnley-t. A Tottenham címvédőként játszott a mérkőzésen, 1961-ben megnyerte az FA Kupát és a Ligakupát is. A bajnokságban a Tottenham harmadikként, míg a Burnley másodikként végzett.

## Részletek
A Tottenham Hotspur már korán vezetést szerzett Jimmy Greaves révén. Az állás az első félidőben 1–0 maradt. A Burnley röviddel a második félidő kezdete után egyenlített, Jimmy Robson szerezte a gólt, ezzel az övé lett a 100. gól az FA Kupa döntőinek történetében a Wembley-ben. Az állás nem sokáig volt döntetlen, Bobby Smith egy perccel később talált be a Burnley kapujába, így visszaállította a Tottenham egy gólos előnyét. Smith az 1961-es döntőben is szerzett gólt, ő volt az egyedüli játékos, aki két egymás utána döntőn is eredményes volt. Utána csak 40 évvel később, 2000-ben és 2002-ben az Arsenalos Fredrik Ljungberg ismételte meg ugyanezt. 10 perccel a mérkőzés lefújása előtt a Burnley játékosa, Tommy Cummings ért hozzá a labdához kézzel a gólvonalon, amit büntető követett. Danny Blanchflower értékesítette a büntetőt, amivel a Tottenham negyedik FA Kupa győzelmét ünnepelhette.

## A mérkőzés
| 1962. május 5. | Tottenham Hotspur                             | 3 – 1 | Burnley    | Wembley Stadion, London Nézőszám: 100,000 Játékvezető: J. Finney |
| 1962. május 5. | Greaves 3' Smith 51' Blanchflower 80' (11-es) | (1–0) | Robson 50' | Wembley Stadion, London Nézőszám: 100,000 Játékvezető: J. Finney |

| Tottenham Hotspur Brown, Baker, Henry, Blanchflower, Norman, Mackay, Medwin, White, Smith, Greaves, Jones. Edző: Bill Nicholson | Burnley Blacklaw, Angus, Elder, Adamson, Cummings, Miller, Connelly, McIlroy, Pointer, Robson, Harris. Edző: Harry Potts |

## Út a Wembley-be
| Az összes csapat elsőosztályú, kivéve a Plymouth Argyle (másodosztály). 3. kör: Birmingham City 3–3 Tottenham Hotspur (Greaves 2, Jones) Visszavágó: Tottenham Hotspur 4–2 Birmingham City (Medwin 2, Allen, Greaves) 4. kör: Plymouth Argyle 1–5 Tottenham Hotspur (Medwin, White, Greaves 2, Jones) 5. kör: West Bromwich Albion 2–4 Tottenham Hotspur (Smith 2, Greaves 2) 6. kör: Tottenham Hotspur 2–0 Aston Villa (Blanchflower, Jones) Elődöntő: Tottenham Hotspur 3–1 Manchester United (Hillsborough stadion, Sheffield) (Medwin, Greaves, Jones) | Az összes csapat elsőosztályú, kivéve a Leyton Orient (másodosztály) és a Queens Park Rangers (harmadosztály) 3. kör: Burnley 6–1 Queens Park Rangers (Harris 2, Elder, Connelly, Mcllroy, Ingham o.g.) 4. kör: Burnley 1–1 Leyton Orient (Harris) Visszavágó: Leyton Orient 0–1 Burnley (Miller) 5. kör: Burnley 3–1 Everton (Miller, Connelly, Robson) 6. kör: Sheffield United 0–1 Burnley (Pointer) Elődöntő: Burnley 1–1 Fulham (Villa Park, Birmingham) (Connelly) Visszavágó: Burnley 2–1 Fulham (Filbert Street, Leicester) (Robson 2) |